# Rumunia
Rumunia (rum. România, IPA: [ro.mɨ'ni.a]) – państwo unitarne w południowo-wschodniej części Europy. Graniczy z Węgrami i Serbią na zachodzie, Bułgarią na południu wzdłuż Dunaju oraz Ukrainą i Mołdawią na północy. Kraj ma także dostęp do Morza Czarnego. Stolicą i największym miastem Rumunii jest Bukareszt.
Od 14 grudnia 1955 roku członek ONZ, od 29 marca 2004 roku, Rumunia jest członkiem NATO, a od 1 stycznia 2007 Unii Europejskiej. Po przyjęciu do UE Rumunia stała się siódmym według liczby ludności krajem wspólnoty. Rumunia jest członkiem strefy Schengen. 31 marca 2024 roku zniesiono kontrole na granicach powietrznych i morskich, a z dniem 1 stycznia 2025 r. zniesione również zostały kontrole na granicach lądowych.

## Geografia

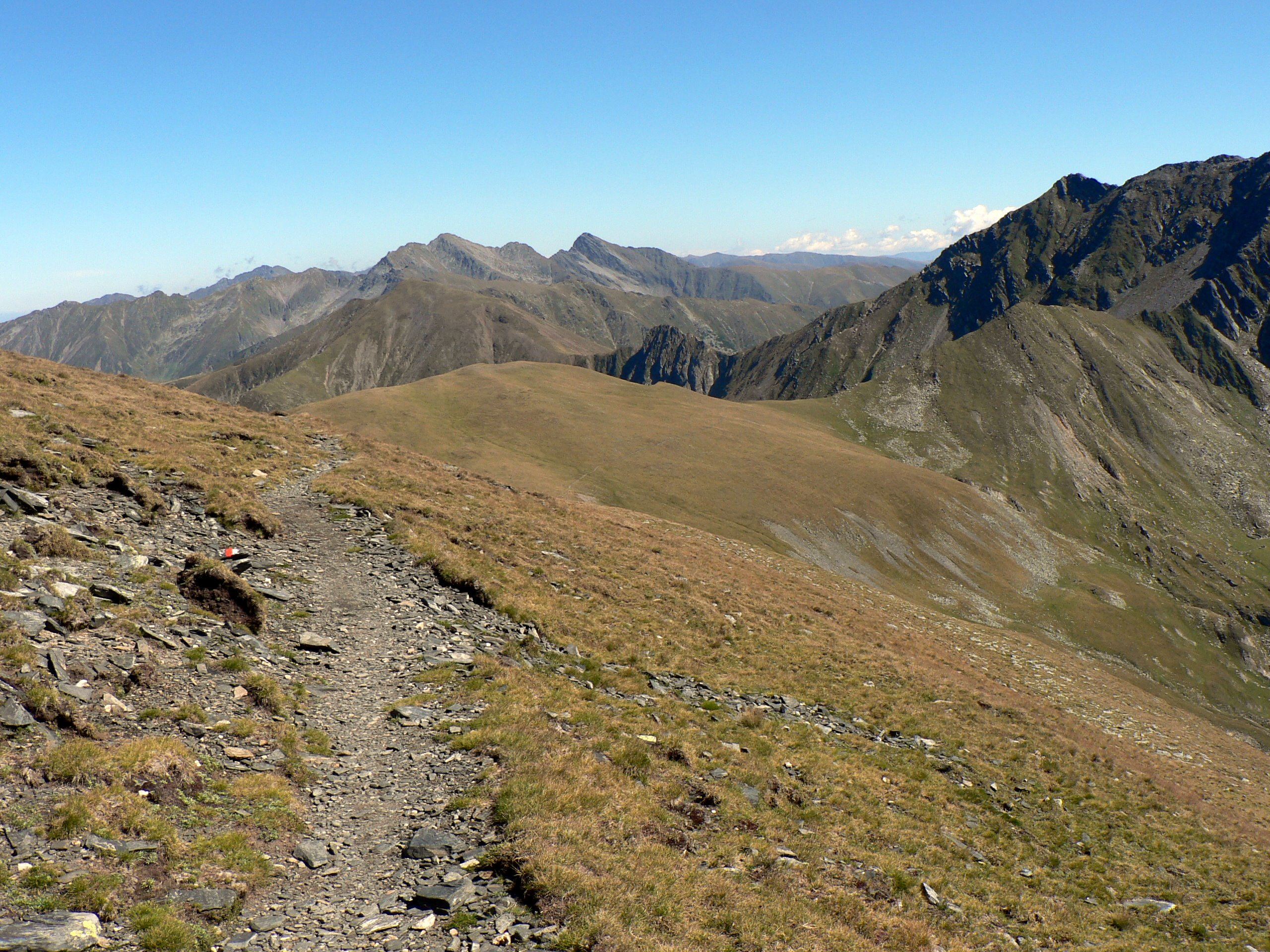
Góry Fogaraskie, w tle Negoiu i Călțun-Lespezi, po prawej masyw Ciortea

Znaczna część granicy rumuńsko-bułgarskiej i rumuńsko-serbskiej opiera się o Dunaj. Dopływ tej rzeki, Prut, tworzy granicę z Mołdawią. Dunaj uchodzi do Morza Czarnego, tworząc deltę, która jest Światowym Rezerwatem Biosfery.
Ponieważ znaczne odcinki rumuńskich granic opierają się o rzeki, często meandrujące, a także ponieważ delta Dunaju stale powiększa się o 2–5 metrów rocznie, powierzchnia Rumunii nieco wzrosła w ostatnich dekadach. Obecnie powierzchnia kraju wynosi 238 391 km², podczas gdy w roku 1969 wynosiła około 237 500 km².
Karpaty stanowią dominującą formę krajobrazu w środkowej Rumunii (stanowią ponad 30% całej powierzchni kraju) i otaczają Wyżynę Transylwańską. W czterech najwyższych masywach górskich: Retezacie (do 2509 m n.p.m.), Paringu (do 2518 m), Górach Fogaraskich (do 2544 m) i Bucegi (do 2507 m) położonych w Karpatach Południowych oraz Górach Kelimeńskich i Rodniańskich w Karpatach Wschodnich liczne szczyty przekraczają wysokość 2000 metrów. Znaczna wysokość gór sprawia, że posiadają one cechy rzeźby wysokogórskiej (niewielkie kotły polodowcowe, polodowcowe jeziora górskie, ściany skalne), przypominające wyglądem Tatry Zachodnie, a w środkowej części Gór Fogaraskich rzeźbę wybitnie wysokogórską z nagimi ścianami skalnymi przypominającymi Tatry Wysokie. Na południu Karpaty przechodzą w łagodne wzgórza, a następnie w Równinę Bărăgan.
Trzy najwyższe szczyty Rumunii to Moldoveanu (2544 m), Negoiu (2535 m) i Viștea Mare (2527 m) w Górach Fogaraskich.

## Historia

### Czasy przedpaństwowe
W 106 roku n.e. ziemie obecnej Rumunii, zamieszkane m.in. przez Daków, włączone zostały w obręb Imperium rzymskiego przez cesarza Trajana po tzw. wojnach dackich (101–106). W 273 roku, ze względu na napór plemion koczowniczych z północy, garnizony rzymskie i mieszkańcy Dacji zostali ewakuowani za Dunaj (czyli do dzisiejszej Bułgarii i Serbii). W średniowieczu w wyniku działalności Cyryla i Metodego zostało tu zaszczepione chrześcijaństwo w obrządku wschodnim. W X wieku Siedmiogród został przyłączony do węgierskiego królestwa Stefana I Świętego. Węgrzy sprowadzali tam od XIII w. niemieckich osadników z rejonu Nadrenii w celu zabezpieczenia granicy oraz zapewnienia krajowi rozwoju gospodarczego.

### Hospodarstwa Wołoskie i Mołdawskie

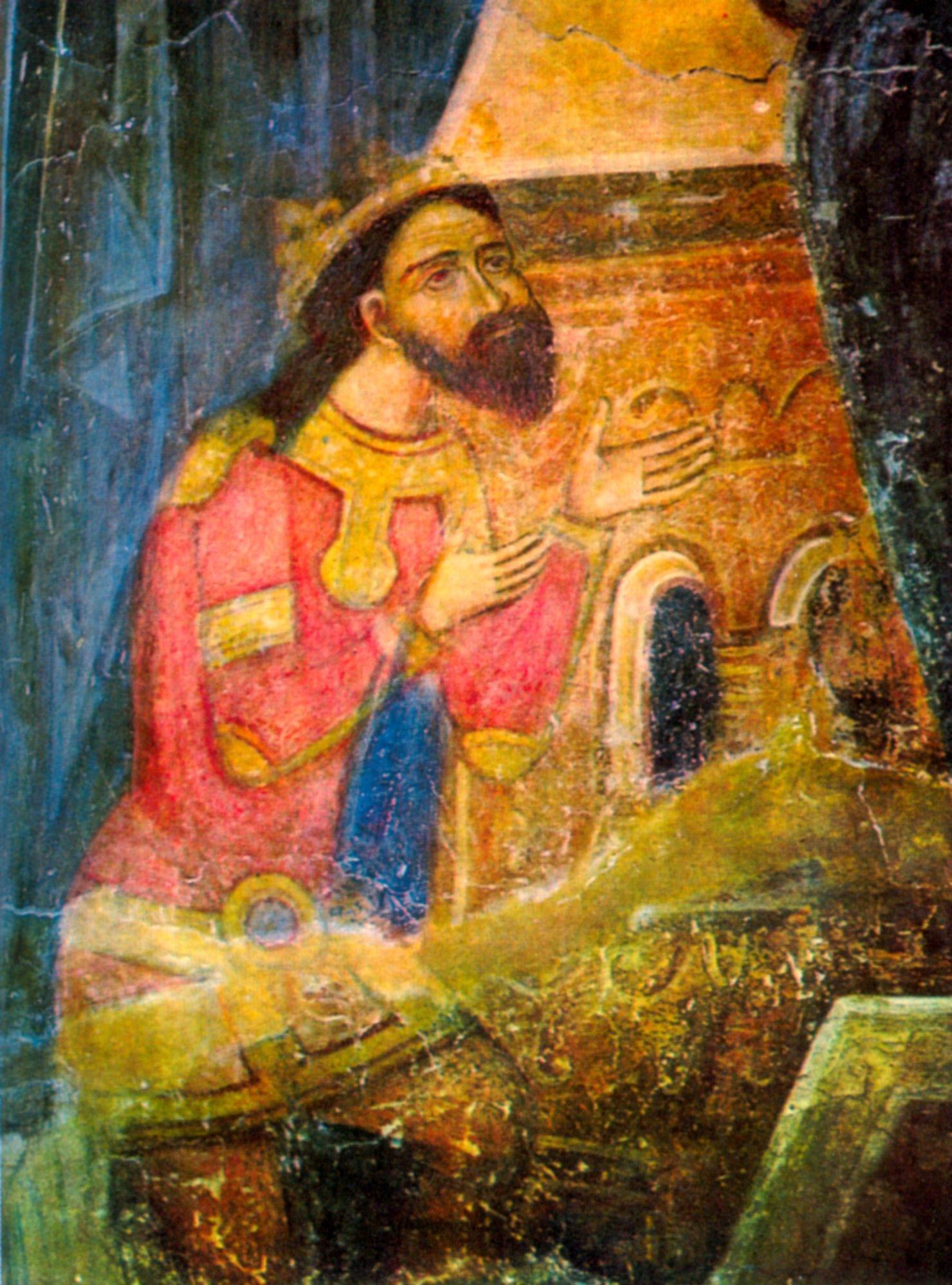
Basarab I, pierwszy hospodar wołoski

W XIV wieku powstały Hospodarstwo Wołoskie i Hospodarstwo Mołdawskie, z których połączenia powstała ponad pięć wieków później Rumunia. Ścierały się tu wpływy silniejszych sąsiadów: Węgier, Polski i Imperium Osmańskiego. Już w XIV w. w ówczesnej mołdawskiej stolicy Suczawie osiedlali się Polacy, zapoczątkowując historię Polonii rumuńskiej. Z czasem oba kraje stały się zależne od Imperium Osmańskiego: Wołoszczyzna w XV w., a Mołdawia w XVI w.
W międzyczasie w 1541, w wyniku rozbioru Węgier, Siedmiogród został niezależnym księstwem pod zwierzchnictwem osmańskim, rządzonym przez węgierskich książąt. To stąd wywodził się król Polski Stefan Batory. W latach 1668–1918 Siedmiogród wrócił do Węgier jako jedna z części imperium Habsburgów, od 1867 część Krajów Korony Świętego Stefana.

### Powstanie Rumunii

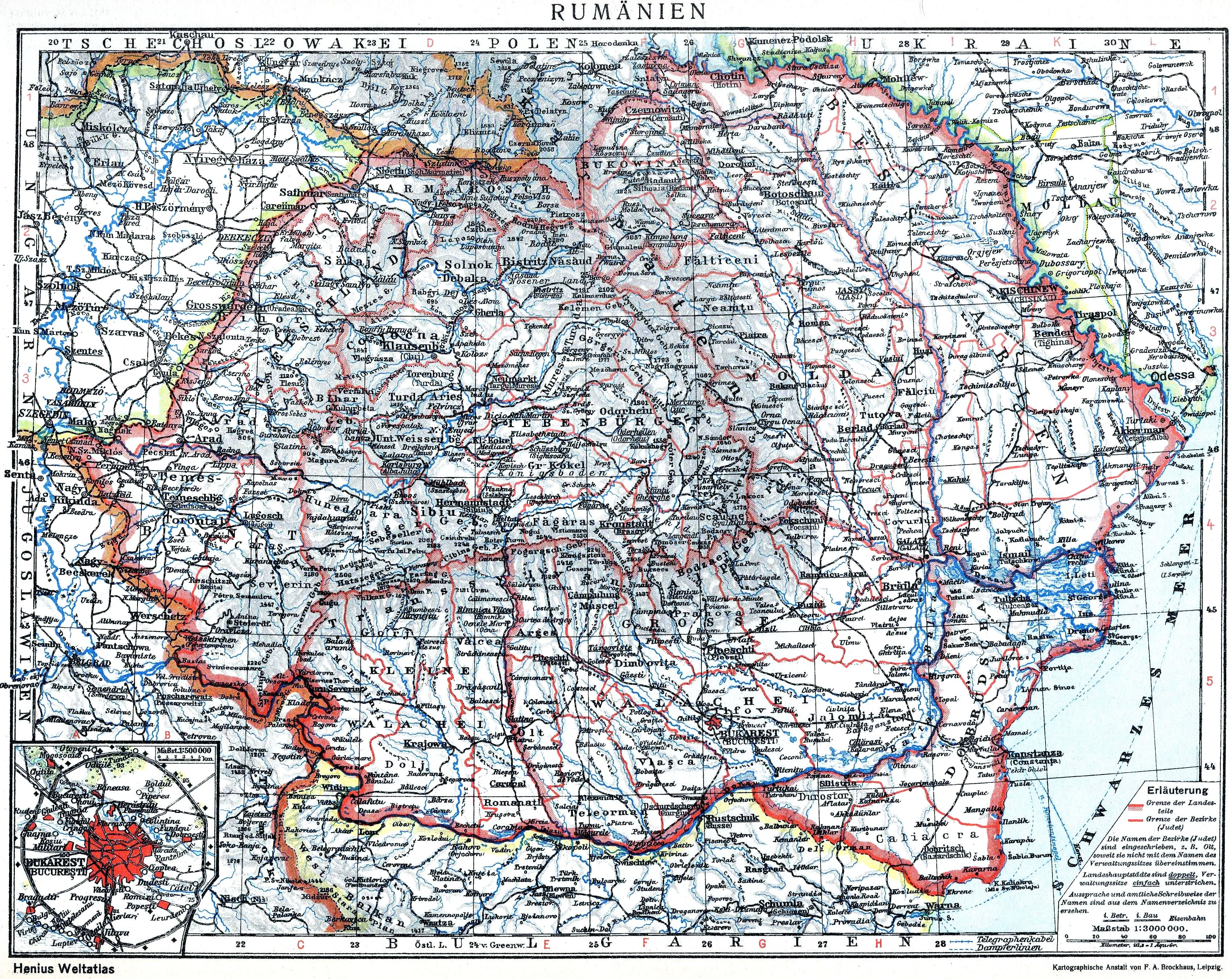
Tzw. „Wielka Rumunia” w 1926

W 1859 Aleksander Jan Cuza został wybrany jednocześnie księciem wołoskim i mołdawskim, co doprowadziło do unii personalnej, która trzy lata później przyjęła nazwę Zjednoczonych Księstw Rumunii, a po przyjęciu konstytucji w 1866 Rumunii. W 1864 książę przeprowadził niekorzystną dla warstw posiadających reformę agrarną, co było przyczyną buntu i wygnania księcia 22 lutego 1867. Nowym władcą został Karol I Hohenzollern-Sigmaringen. Po wojnie rosyjsko-tureckiej 1877–1878 Rumunia wydostała się ze strefy wpływów Turcji. W 1881 została ogłoszona królestwem, a Karol I został 10 maja 1881 koronowany na pierwszego króla Rumunii. Rumunia pozostawała w bliskich związkach z Rosją, decydując się jednak na zamianę cyrylicy na alfabet łaciński. Z powodu tego przymierza stanęła w 1916 w I wojnie światowej po stronie ententy. 1 grudnia 1918 proklamowano powstanie tzw. Wielkiej Rumunii, która przejęła z rąk węgierskich Siedmiogród, Banat, a z austriackich Bukowinę, co zostało następnie usankcjonowane traktatem w Trianon. Ponadto korzystając z porewolucyjnego chaosu, Rumunia zaanektowała Besarabię, którą Hospodarstwo Mołdawskie utraciło w 1812 na rzecz Rosji. Z tego też powodu nie nawiązała stosunków dyplomatycznych z ZSRR. W okresie międzywojennym Rumunię łączył od 1921 roku sojusz obronny z Rzecząpospolitą Polską. Ze względów kulturowych Rumunia pozostawała też w bliskich związkach z Francją. Działała także w tzw. Małej Entencie wraz z Czechosłowacją i Jugosławią. W 1929 ratyfikowała protokół Litwinowa, w 1934 przyłączyła się do tzw. Ententy Bałkańskiej.

### II wojna światowa

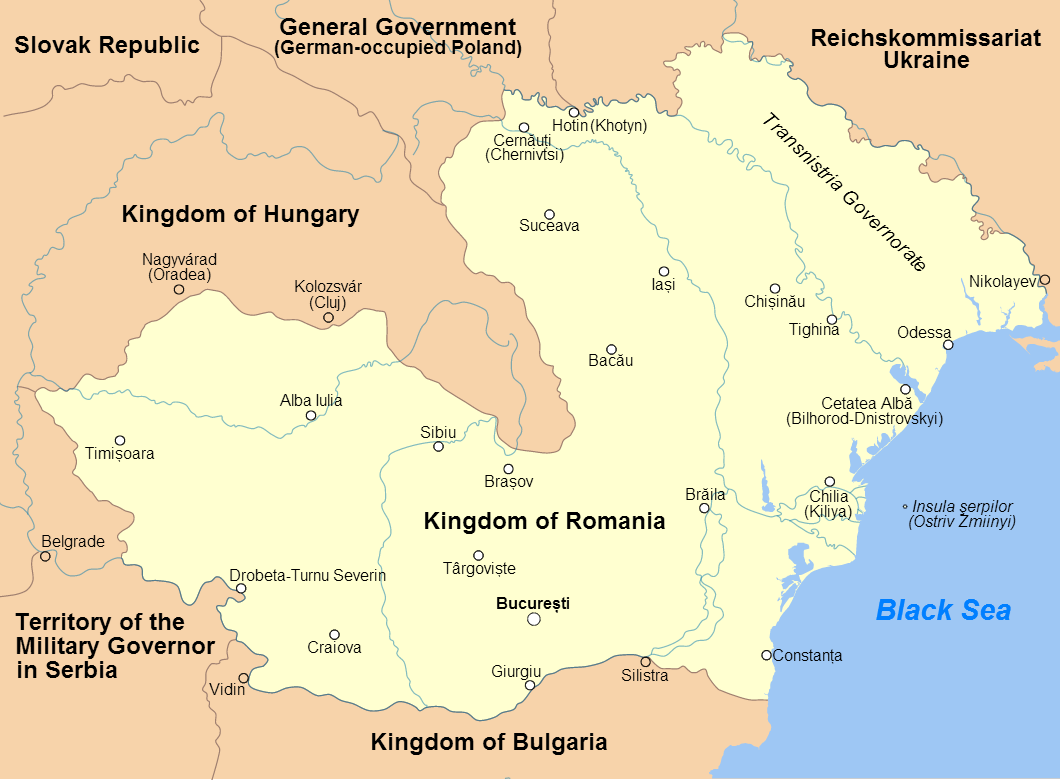
Rumunia w 1942 r.

W 1939 po agresji niemieckiej na Polskę Rumunia ogłosiła neutralność. Wkrótce ZSRR (w zgodzie z paktem Ribbentrop-Mołotow) wymusił na Rumunii zrzeczenie się północnej Bukowiny i Besarabii. Podobnie próbowali postąpić Węgrzy, jednak Niemcy nie zgodziły się na oddanie im całego Siedmiogrodu. Nastąpił tzw. II arbitraż wiedeński. W 1940 z inspiracji Niemiec w Rumunii do dyktatorskiej władzy doszedł faszystowski przywódca gen. Ion Antonescu, który był częściowo popierany przez Żelazną Gwardię. Antonescu zezwolił wojskom niemieckim na wkroczenie do kraju. Król Michał I pozostał na tronie, tracąc jednak realną władzę. Rumunia wzięła udział w wojnie Niemiec z ZSRR, dzięki czemu odzyskała Besarabię i Bukowinę, ustanawiając ponadto swoją strefę okupacyjną sięgającą Bohu (tzw. Transnistria). Okupacja rumuńska na Ukrainie okazała się okrutniejsza od niemieckiej. Żołnierze rumuńscy walczyli m.in. w tzw. kotle stalingradzkim. Rumuński reżim wziął udział w holokauście, a w okresie rządów Antonescu w Rumunii zginęło od 280 tysięcy do 380 tysięcy Żydów.
W 1944 Antonescu został obalony przez króla Michała I, który przyłączył Rumunię do aliantów i zezwolił Armii Czerwonej na przejście przez terytorium kraju w celu dalszej walki z Niemcami.

### Okres powojenny
W traktacie paryskim z 1947 ustalone zostały współczesne granice Rumunii. Poza Besarabią i północną Bukowiną włączoną do ZSRR straciła ona (oddaną już wcześniej) na rzecz Bułgarii południową Dobrudżę, zachowując jednak zabrany Węgrom Siedmiogród. Wzrastające wpływy radzieckie doprowadziły w 1947 roku do detronizacji Michała I (zmuszono go do abdykacji) oraz powołania Rumuńskiej Republiki Ludowej z Gheorghe Gheorghiu-Dejem na czele. W 1965 do władzy doszedł Nicolae Ceaușescu (po śmierci G. Gheorghiu-Deja), który niemal natychmiast ogłosił, że w Rumunii socjalizm został już zbudowany i kraj wchodzi na nowy etap – budowy komunizmu, pod nową nazwą – Socjalistyczna Republika Rumunii. Ceaușescu uniezależnił kraj od ZSRR, a w 1968, mimo nacisków ze strony ZSRR, Rumunia nie wzięła udziału w interwencji wojsk Układu Warszawskiego w Czechosłowacji i otwarcie potępiła interwencję (wkrótce zaś Ceaușescu faktycznie zawiesił udział kraju w strukturach wojskowych Układu), co wpłynęło korzystnie na ogląd Rumunii przez kraje zachodnie. Ceaușescu wprowadził nową ideologię państwową tzw. narodowy komunizm i zrehabilitował część dawnych działaczy prawicowych i ofiary stalinizmu, a także potępił Gheorghiu-Deja.
Licząc na to, że kraj ten zmierzać będzie w kierunku przynajmniej zbliżonym do tego, którym szedł Tito w sąsiedniej Jugosławii, przyjęto Rumunię do Banku Światowego i Międzynarodowego Funduszu Walutowego. Rumunii udzielono w tym czasie licznych kredytów i funduszy pomocowych, część z nich jako formę rekompensaty za emigrujących z Rumunii do Izraela Żydów oraz wyjeżdżających do Niemiec Sasów Siedmiogrodzkich. Pojawiły się także inwestycje, w tym z bliskiej Rumunom z racji pokrewieństwa językowego Francji (np. Renault zbudował w 1968 w Colibași koło Pitești fabrykę Dacia). Rumunia była pierwszym i jedynym krajem bloku wschodniego, który nawiązał oficjalne umowy handlowe ze Wspólnotą Europejską.
W grudniu 1989 Ceaușescu został obalony w wyniku krwawej rewolucji i – po krótkiej „rozprawie”, z wyroku samozwańczego marionetkowego sądu wojskowego, skleconego naprędce z oficerów, którzy wypowiedzieli lojalność jego reżimowi – rozstrzelany wraz z żoną. Do władzy doszli przedstawiciele umiarkowanego skrzydła partii komunistycznej, a w 1996 – dotychczasowa opozycja. W 2004 Rumunia wstąpiła do NATO, natomiast w 2007 do Unii Europejskiej. Rząd rumuński czynił starania, by wejść do strefy Schengen. Od 31 marca 2024 roku Rumunia jest w strefie Schengen, zniesiono kontrole na granicach powietrznych i morskich. Dyskusje na temat decyzji o zniesieniu kontroli na granicach lądowych będą kontynuowane w 2024 roku.
W styczniu 2019 wznowiono nadawanie audycji przygotowywanych przez sekcję rumuńską Radia Wolna Europa (Radio Europa Libera).

## Ustrój polityczny
Rumunia jest demokracją o systemie parlamentarno-gabinetowym. Władza ustawodawcza koncentruje się w dwuizbowym parlamencie: Izbie Deputowanych (Camera Deputaților) oraz Senacie (Senate). Izba Deputowanych konstytucyjnie liczy 315 członków, rzeczywista ich liczba jest jednak większa (w kadencji 2008–2012 – 334 członków), co wynika z zawiłości ordynacji wyborczej, łączącej wybory w okręgach jednomandatowych z ordynacją proporcjonalną (metoda proporcjonalna jest stosowana do rozdziału między uczestniczące w wyborach partie mandatów, w przypadku których żaden z kandydatów nie zdobył 50% głosów; obowiązuje w tym wypadku próg wyborczy). W szczególności dodatkowe miejsca w Izbie Deputowanych uzyskują pod określonymi warunkami przedstawiciele organizacji mniejszości narodowych, co zapewnia im konstytucja – wynika to z faktu, iż przez szereg lat prawa innych narodowości w Rumunii były łamane, stąd chęć państwa do zagwarantowania im autentycznego i należytego uczestnictwa w życiu społecznym i politycznym. Liczba członków Senatu wynosi 137. Okręgi wyborcze w wyborach do Izby Deputowanych liczą po 70 tys. wyborców, zaś na jeden okręg w wyborach do Senatu przypada 160 tys. wyborców. Obie izby wybierane są co 4 lata w wyborach powszechnych, tajnych, równych i bezpośrednich.
Na czele władzy wykonawczej stoi prezydent wybierany w wyborach bezpośrednich na 5 lat (do 2004 roku na cztery), będący najwyższym reprezentantem państwa, mianującym ambasadorów, szefów armii – nie sprawuje on jednak rzeczywistej władzy, która koncentruje się w rękach szefa rządu.

## Siły zbrojne
Rumunia dysponuje trzema rodzajami sił zbrojnych: wojskami lądowymi, marynarką wojenną oraz siłami powietrznymi. Uzbrojenie sił lądowych Rumunii składało się w 2014 roku z: 1100 czołgów, 1535 opancerzonych pojazdów bojowych, 188 wieloprowadnicowych wyrzutni rakietowych oraz 1360 zestawów artylerii holowanej. Marynarka wojenna Rumunii dysponowała w 2014 roku 20 okrętami obrony przybrzeża, trzema fregatami, trzema korwetami oraz 5 okrętami obrony przeciwminowej. Rumuńskie siły powietrzne z kolei posiadały w 2014 roku uzbrojenie w postaci m.in. 36 myśliwców, 74 samolotów transportowych, 19 samolotów szkolno-bojowych oraz 82 śmigłowców.
Wojska rumuńskie w 2014 roku liczyły 73,4 tys. żołnierzy zawodowych oraz 80 tys. rezerwistów. Według rankingu Global Firepower (2014) rumuńskie siły zbrojne stanowią 51. siłę militarną na świecie, z rocznym budżetem na cele obronne w wysokości 2,2 mld dolarów (USD).

## Ludność
Rumuni
     Węgrzy
     Ukraińcy
     Romowie
     Lipowanie
     Serbowie
     Chorwaci
     Słowacy
     Bułgarzy
     Turcy

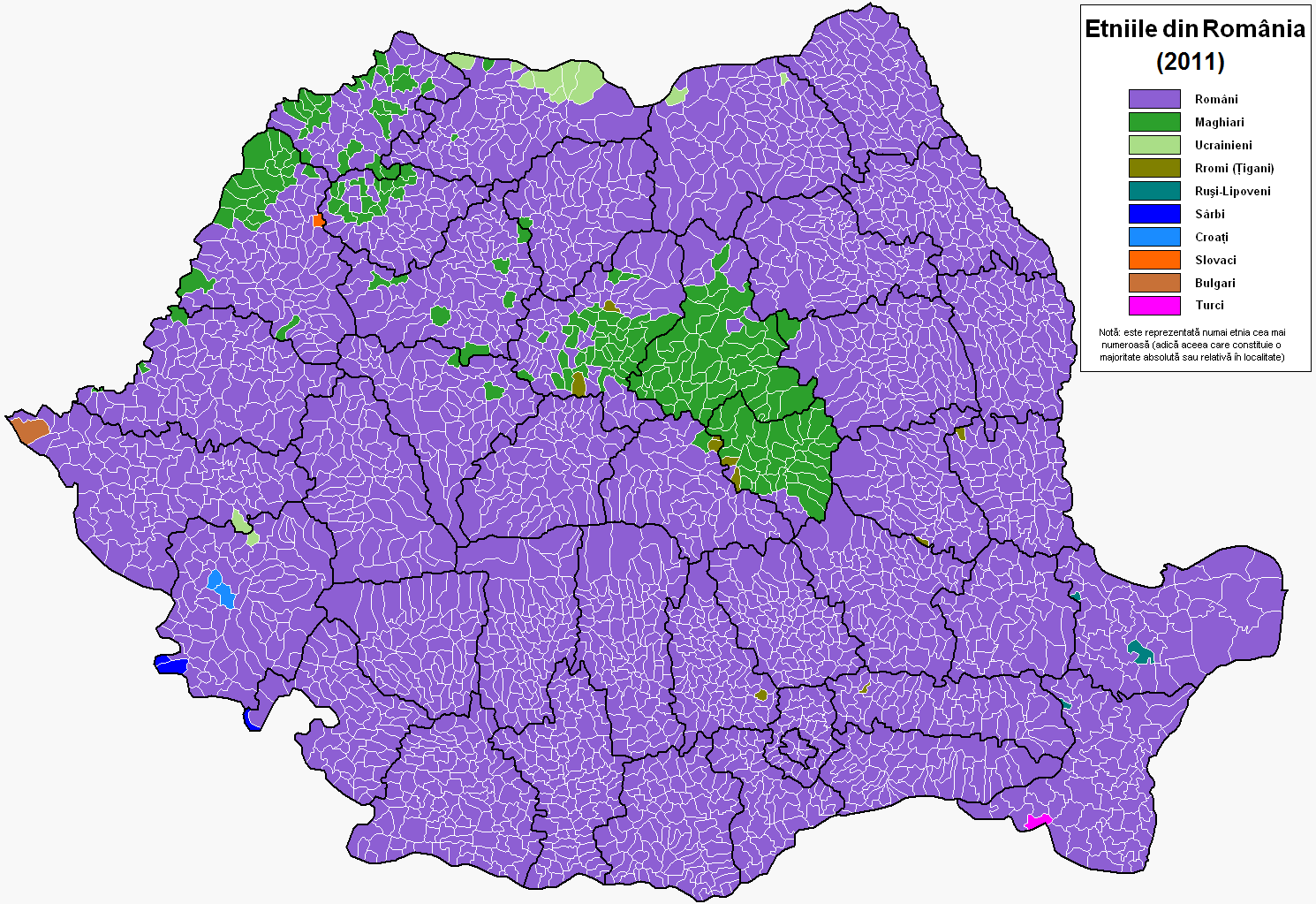
Struktura etniczna Rumunii (2011)
Rumuni
Węgrzy
Ukraińcy
Romowie
Lipowanie
Serbowie
Chorwaci
Słowacy
Bułgarzy
Turcy

Rumunię zamieszkuje 21 413 815 osób, z czego około 55% w miastach. W wyniku burzliwej historii struktura narodowościowa kraju jest bardzo zróżnicowana. Zgodnie ze spisem powszechnym z roku 2002 Rumuni stanowią ok. 90% wszystkich mieszkańców kraju, a największe mniejszości etniczne to Węgrzy i Romowie. Struktura etniczna uległa znacznej zmianie po roku 1990, kiedy zezwolono na emigrację do Niemiec Sasom siedmiogrodzkim (wcześniej stanowili oni 4% populacji).

### Statystyka
- Liczba ludności 21 729 871[2] (2013)
- Gęstość zaludnienia 91 os./km²
- Struktura wiekowa 0–14 lat: 16,9%; 15–64 lat: 69%; 65 lat i więcej: 14% (2003)
- Przyrost naturalny –0,29% (2013)
- Średnia życia całej populacji 74,92 lat (2015)
- Średnia życia kobiet 78,59 lat (2015)
- Średnia życia mężczyzn 71,46 lat (2015)
- Analfabetyzm 1,6% (2003)

#### Narodowości

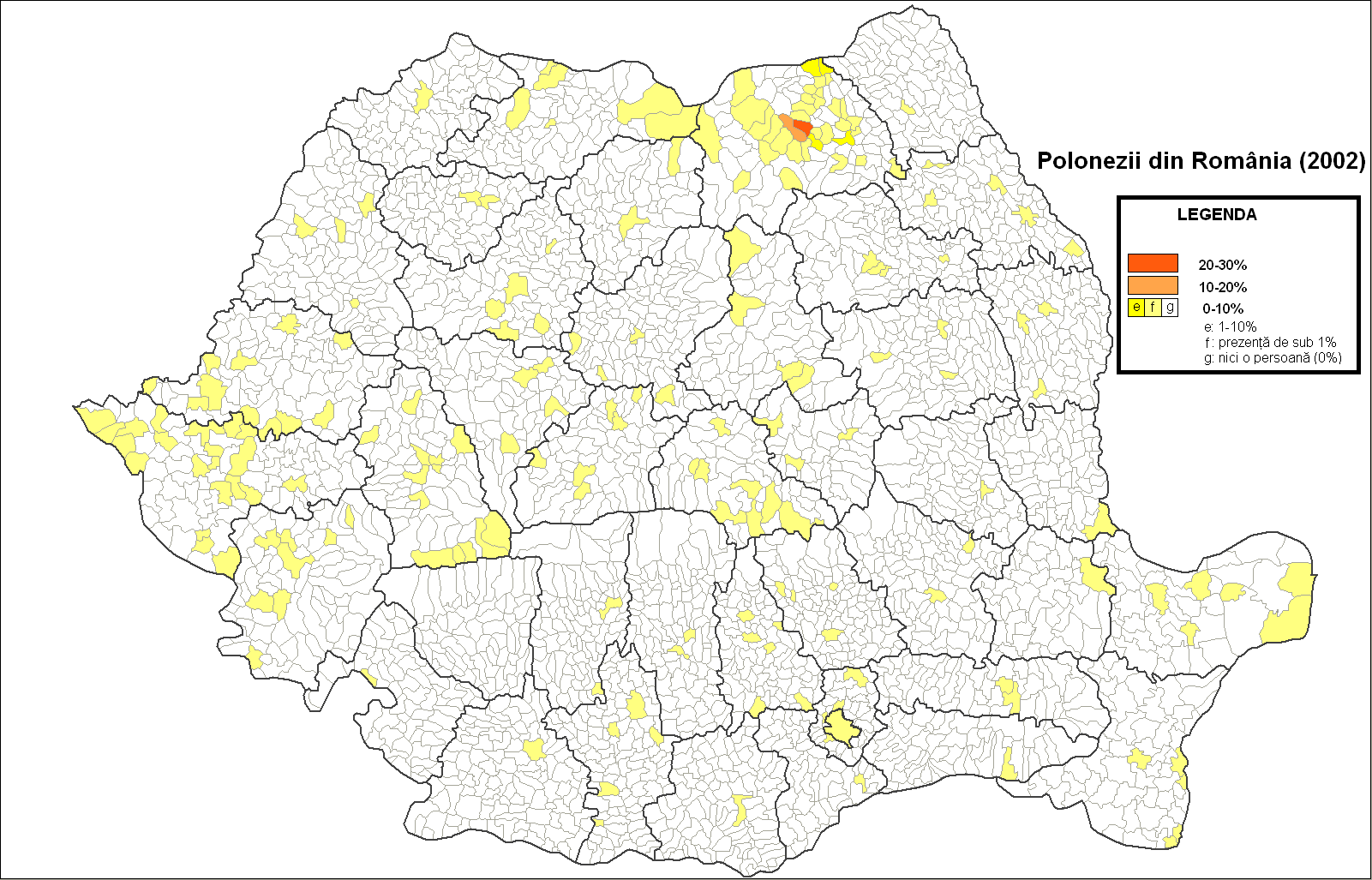
Głównym skupiskiem Polaków w Rumunii jest okręg Suczawa (2002)

1. Rumuni 83,5%[18]
2. Węgrzy 6,1%
3. Romowie 3,1%
4. Ukraińcy 0,253%
5. Niemcy 0,179%
6. Turcy 0,138%
7. Rosjanie 0,117%
8. Tatarzy 0,101%
9. Serbowie 0,090%
10. Słowacy 0,068%
11. Bułgarzy 0,036%
12. Chorwaci 0,027%
13. Grecy 0,018%
14. Żydzi 0,016%
15. Włosi 0,016%
16. Polacy 0,013%

#### Religie
W badaniu przeprowadzonym w 2020 roku przez Uniwersytet Oksfordzki – Rumunia została uznana za najbardziej chrześcijański kraj w Europie.

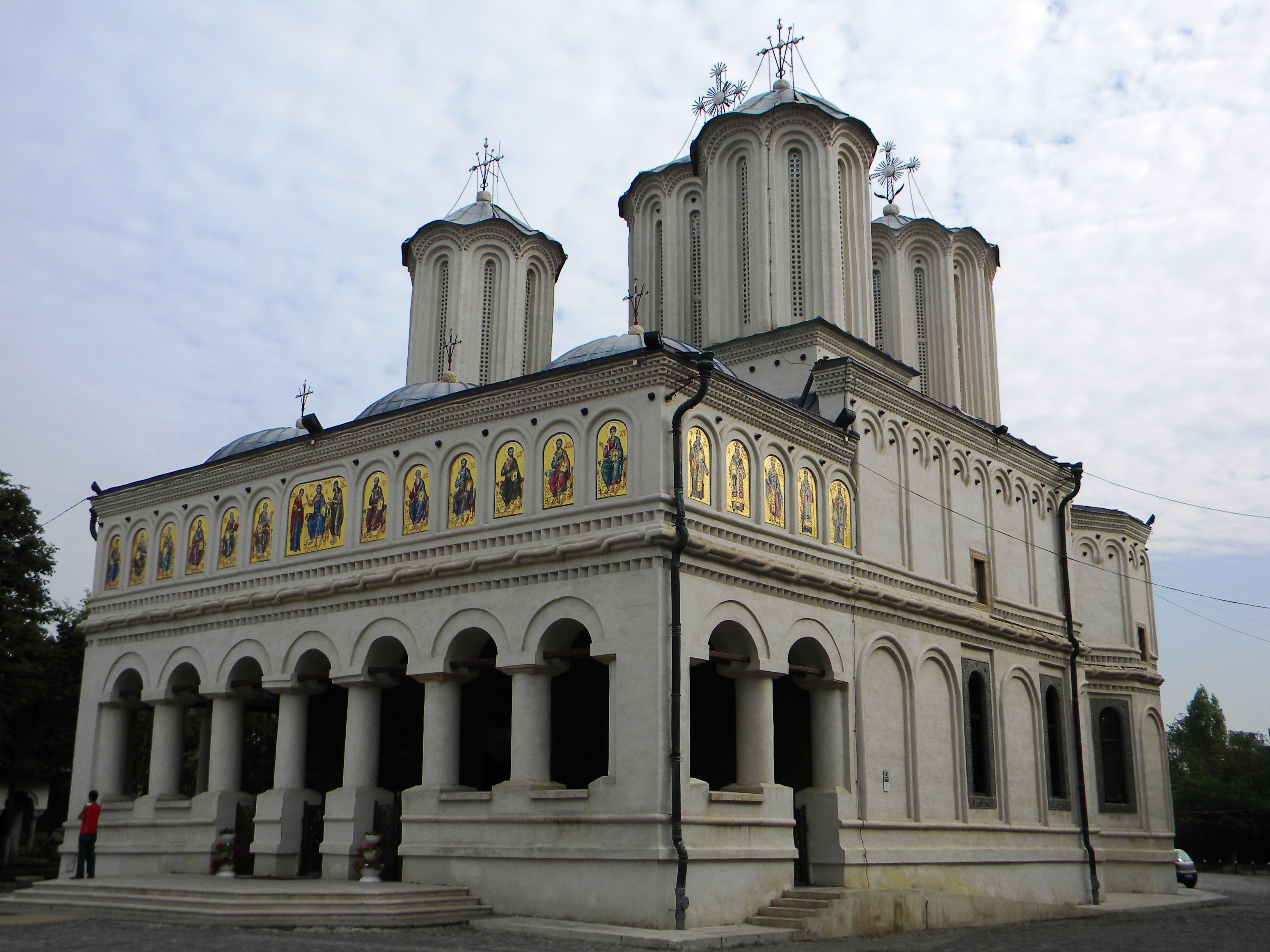
Katedra patriarchalna w Bukareszcie – główna świątynia Rumuńskiego Kościoła Prawosławnego

Struktura religijna w 2020 roku, według The ARDA:
- chrześcijaństwo – 98,5%:
  - prawosławni – 88,9% (gł. Rumuński Kościół Prawosławny)
  - protestanci – 10,2% (gł. kalwini i zielonoświątkowcy)
  - katolicy – 7,3% (zobacz: Podział administracyjny Kościoła katolickiego w Rumunii, Kościół Rumuński Zjednoczony z Rzymem)
  - niezależni – 1,2% (głównie świadkowie Jehowy i unitarianie)
- brak religii – 1%
- muzułmanie – 0,42%
- żydzi – 0,02%.

## Miasta
| Miasto      | Liczba mieszkańców | Okręg                                                  | Zdjęcie |
| ----------- | ------------------ | ------------------------------------------------------ | ------- |
| Bukareszt   | 1 883 425          | miasto wydzielone, również siedziba władz okręgu Ilfov |         |
| Kluż-Napoka | 324 576            | Kluż                                                   |         |
| Timișoara   | 311 586            | Temesz                                                 |         |
| Jassy       | 290 422            | Jassy                                                  |         |
| Konstanca   | 283 872            | Konstanca                                              |         |
| Krajowa     | 269 928            | Dolj                                                   |         |
| Braszów     | 253 200            | Braszów                                                |         |
| Gałacz      | 249 354            | Gałacz                                                 |         |
| Ploeszti    | 229 285            | Prahova                                                |         |
| Braiła      | 212 501            | Braiła                                                 |         |
| Oradea      | 204 477            | Bihor                                                  |         |
| Bacău       | 177 087            | Bacău                                                  |         |
| Pitești     | 166 893            | Ardżesz                                                |         |
| Arad        | 166 003            | Arad                                                   |         |

## Podział administracyjny

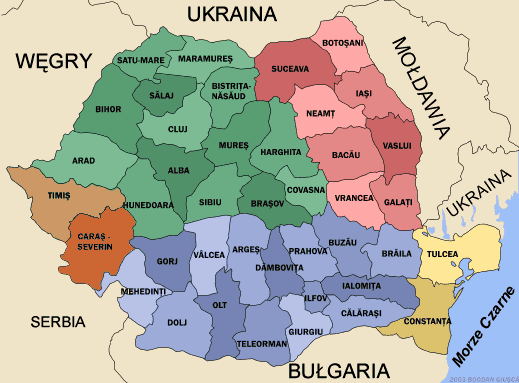
Podział administracyjny Rumunii i tradycyjne krainy historyczne: Wołoszczyzna (kolor niebieski), Mołdawia (kolor czerwony), Siedmiogród, Kriszana i Maramuresz (kolor zielony), Dobrudża (kolor żółty), Banat (kolor brązowy)

Rumunia dzieli się na 41 okręgów (rum. județ, l.mn. județe) oraz jedno miasto wydzielone (rum. municipiu) – Bukareszt.

### Rumuńskie krainy historyczne
Poza urzędowym podziałem administracyjnym Rumunii na okręgi, tradycyjnie wydziela się także krainy historyczne, których symbole znajdują się na rumuńskim godle. Nie przewiduje się nadania im w przyszłości jakichś form autonomii, samodzielności itp., choć istnieją plany nowego podziału, tym razem na regiony.

#### Wołoszczyzna
Wołoszczyzna jest krainą historyczną, leżącą na południu Rumunii. Obejmuje tereny pomiędzy Karpatami Południowymi do dolnego Dunaju (głównie Nizinę Wołoską). Najważniejszym miastem Wołoszczyzny jest stolica Rumunii, Bukareszt. Ważnymi miastami są też Krajowa, Ploeszti i Braiła. Od XIV w. istniało tutaj Hospodarstwo Wołoskie, którego jednym z władców był sławny Wład Palownik, znany lepiej jako Drakula. Zjednoczenie tego państwa w XIX w. z Hospodarstwem Mołdawskim dało początek współczesnej Rumunii.
Wołoszczyzna bywa też dzielona na dwa odrębne regiony historyczne: Oltenię, zajmującą zachodnią część Wołoszczyzny ze stolicą w Krajowej, oraz Muntenię (czasami określaną nazwą Multany), obejmującą pozostałą część krainy. Oddzielone są one od siebie rzeką Alutą.

#### Mołdawia
Mołdawia to kraina historyczna leżąca w trzech krajach: Mołdawii, Rumunii i na Ukrainie, rozciągająca się pomiędzy pasmem Karpat Wschodnich a Prutem. Głównymi miastami w rumuńskiej Mołdawii są Jassy i Gałacz. Od XIV do XIX w. istniało tutaj hospodarstwo mołdawskie, ulegające wpływom polskim i węgierskim, później tureckim, a następnie rosyjskim. Od Mołdawii odrywane były jednak poszczególne jej części – Budziak, a następnie (na początku XIX w.) cała jej wschodnia część pomiędzy Dniestrem i Prutem, czyli Besarabia, której losy odtąd toczyły się odrębnie do Mołdawii rumuńskiej (na jej terenie powstało w XX w. państwo Mołdawia). Zjednoczenie tej ostatniej w 2. połowie XIX w. z hospodarstwem wołoskim dało początek nowoczesnej Rumunii.
Często wyróżnianym regionem historycznym w Mołdawii stanowi jej północna część, Bukowina (główne miasto w części rumuńskiej: Suczawa), która była kolebką państwowości mołdawskiej.

#### Dobrudża
Dobrudża to kraina historyczna, leżąca częściowo w Rumunii, a częściowo w Bułgarii na terenach pomiędzy Morzem Czarnym a dolnym Dunajem. Głównym miastem regionu jest Konstanca. W krainie tej powstawały greckie miasta-państwa, należało do Cesarstwa rzymskiego, a następnie Bizantyńskiego (w średniowieczu sięgali po nią także władcy Bułgarii lub Wołoszczyzny). Od XIV w. należała do imperium osmańskiego. W 1878 r. została podzielona między Rumunię i Bułgarię, i odtąd pomiędzy nimi toczył się spór o ten region.

#### Siedmiogród
Siedmiogród to kraina historyczna położona na Wyżynie Siedmiogrodzkiej, wewnątrz łuku Karpat, które zamykają go od wschodu i południa. Od północy granicę stanowią Góry Rodniańskie, od zachodu zaś Góry Bihorskie. Główne miasta Siedmiogrodu to Braszów, Kluż-Napoka i Sybin. Dzięki swej burzliwej przeszłości, Siedmiogród obok ludności rumuńskiej zamieszkują liczne mniejszości narodowe (m.in. Węgrzy, Szeklerzy, Sasi siedmiogrodzcy, Romowie). W starożytności Siedmiogród stanowił ośrodek państwa dackiego. Później, w odróżnieniu od Mołdawii i Wołoszczyzny, należał do korony Królestwa Węgierskiego i znajdował się w kręgu kultury łacińskiej. Od XVI do końca XVII w. istniało tutaj Księstwo Siedmiogrodzkie uzależnione od imperium osmańskiego, później Siedmiogród znajdował się pod władaniem Habsburgów. Siedmiogród stanowi część Rumunii od zakończenia I wojny światowej i zawarcia traktatu w Trianon w 1920 r. (z przerwą w okresie II wojny światowej, gdy duża jego część przez pewien czas znajdowała się w granicach Węgier).
Począwszy od XX często jako Siedmiogród traktowany jest obszar szerszy od krainy historycznej o tej nazwie – obejmujący także inne ziemie rumuńskie, położone wzdłuż granic z Węgrami i Serbią, tj. rumuńskie części Banatu, Kriszany i Marmaroszu.

#### Banat
Banat jest krainą historyczną, leżącą pomiędzy rzekami Cisą (od zachodu), Dunajem (od południa) i Maruszą (od północy) oraz pasmem Karpat południowych i Gór Banackich od wschodu. Podzielony jest pomiędzy trzy państwa: Rumunię, Serbię i Węgry (granice ustalono na mocy traktatu w Trianon w 1920 r.). W zachodniej części Rumunii położona jest jego duża, wschodnia część. Głównym miastem rumuńskiego Banatu jest Timișoara. Region ten, którego ludność stanowi wyjątkową mozaikę narodowościową, w swej historii często zmieniał suzerenów, byli nimi królowie węgierscy, cesarze osmańscy, cesarze austriaccy. W 1918 r. doszło do nieudanej próby proklamowania niezależnej Republiki Banackiej.

#### Kriszana
Kriszana to kraina historyczna na pograniczu rumuńsko-węgierskim, położona na nizinie pomiędzy doliną Cisy a Górami Bihorskimi. Przez stulecia należała ona do korony królestwa węgierskiego, od którego została oderwana w XVI w. i oddana pod władzę książąt siedmiogrodzkich. Od XVIII w. stanowiła ponownie część Węgier. W 1920 na mocy traktatu w Trianon została podzielona między Węgry i Rumunię, przy czym tej ostatniej przyznano jej większą, wschodnią część, której główne miasto stanowi Oradea.
Kraina ta (jej rumuńska część) bywa niekiedy traktowana jak część Siedmiogrodu.

#### Marmarosz
Marmarosz (Maramuresz) to kraina historyczna na pograniczu rumuńsko-ukraińskim, położona w górskim rejonie dorzecza górnej Cisy. Główne miasta to Satu Mare i Baia Mare. W przeszłości Marmarosz stanowił część królestwa węgierskiego, pozostawał pod władzą książąt siedmiogrodzkich, później ponownie był częścią Węgier. Jego obecny stan został ukształtowany po I wojnie światowej, gdy region ten na mocy traktatu w Trianon oderwano od Węgier i przyznano Rumunii (większość, na południe od Cisy) oraz Czechosłowacji.
Kraina ta (jej rumuńska część) bywa niekiedy traktowana jak część Siedmiogrodu.

## Gospodarka
Rumunia jest najuboższym po Bułgarii krajem w Unii Europejskiej. Jest gospodarką przejściową od centralnie planowanej do rynkowej. Od 1991 roku gospodarka Rumunii jest prywatyzowana. W sektorze prywatnym wytwarzane jest prawie 70% PKB. Bezrobocie liczone dla całego kraju nie przekracza 10%, choć w niektórych regionach sięga nawet 60%. W 2005 roku Rumunię nawiedziła powódź, która wyrządziła straty w wysokości ok. 1 mld euro; obawiano się wtedy, że może to nawet opóźnić jej przystąpienie do Unii Europejskiej. Najważniejszymi gałęziami są górnictwo, hutnictwo i przemysł maszynowy. W Rumunii rozwija się także turystyka.

### Transport

#### Kolej
Historia kolei w Rumunii w artykule Căile Ferate Române.
Căile Ferate Române („Koleje Rumuńskie”) to urzędowa nazwa dawnych rumuńskich kolei państwowych. Spółka zarządzała czwartą co do wielkości siecią w Europie pod względem przewozu pasażerów i towarów. Zarząd spółki mieścił się w Bukareszcie, CFR posiadał również oddziały terenowe w Klużu, Krajowej, Jassach, Gałaczu, Braszowie, Konstancy i Timișoarze.

#### Tablice rejestracyjne
Rumuńskie tablice rejestracyjne mają białe tło i czarne znaki, a z boku euroband (niebieski pasek z flagą Unii Europejskiej i literami RO). 2 pierwsze litery są kodem miejsca rejestracji (wyjątkiem jest Bukareszt, który ma kod B).

### Turystyka
Turystyka ma istotny wkład w rozwój rumuńskiej gospodarki, generując 5% PKB. Liczba turystów stale rośnie, a w pierwszej połowie 2014 roku wyniosła 3,5 mln ludzi (do tej liczby wliczono wszystkie osoby, które przekroczyły granicę, nie tylko w celach turystycznych). W 2005 roku inwestycje w sektorze turystyki wyniosły 400 mln euro. Ponad 60% turystów pochodziło z krajów Unii Europejskiej. W 2009 roku 1,3 mln osób odwiedziło Mamaję i inne czarnomorskie kurorty. Równie dużą liczbę turystów przyciągają zamki w Transylwanii, w takich miastach jak Sybin, Braszów oraz Sighișoara. Zamek w Branie, niedaleko Braszowa, jest jednym z najbardziej znanych miejsc w Rumunii, odwiedzanym przez setki tysięcy turystów rocznie i jest reklamowany jako zamek Drakuli.

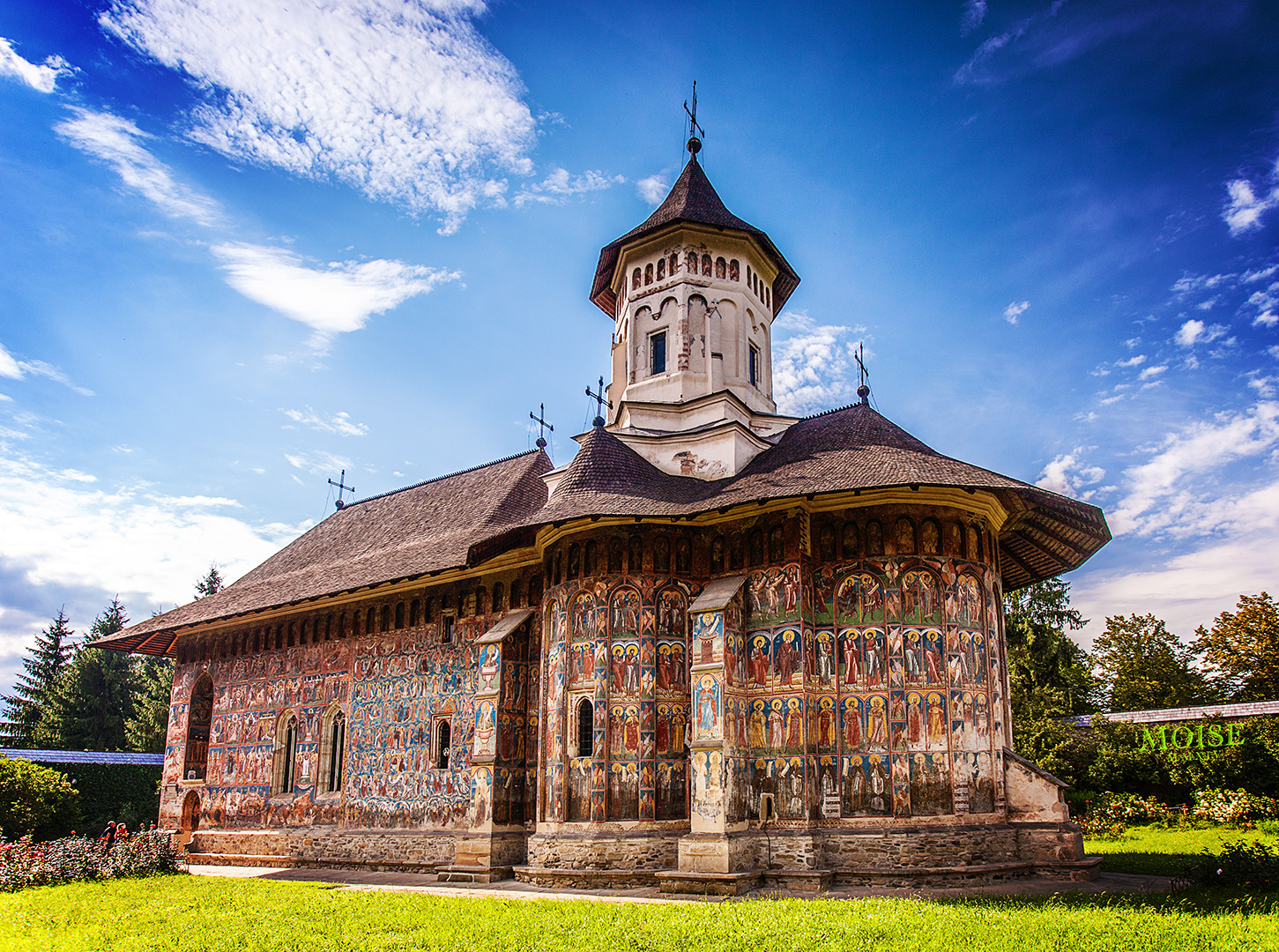
Cerkiew Zwiastowania w monastyrze Moldovița – jedna z malowanych cerkwi północnej Mołdawii, wpisanych na listę światowego dziedzictwa UNESCO

Unikalną atrakcją przyciągającą miłośników przyrody jest delta Dunaju. To królestwo wodnych roślin i zwierząt o powierzchni ponad 5 tys. km² uznane za rezerwat biosfery jest jedynym w Rumunii obiektem o charakterze przyrodniczym wpisanym na listę światowego dziedzictwa UNESCO.
Agroturystyka, koncentrująca się na folklorze i tradycji, stała się ważną alternatywą i jest promowana na równi z zamkiem w Branie, malowanymi cerkwiami w północnej Mołdawii i drewnianymi cerkwiami Marmaroszu.
W 2014 roku w Rumunii działało 32,5 tys. firm, które były aktywne w branży hotelarskiej i gastronomicznej, o obrotach 2,6 mld euro. Ponad 1,9 mln turystów odwiedziło Rumunię w 2014 roku, to o 12% więcej niż w 2013. Według krajowego Narodowego Instytutu Statystyki 77% zagranicznych turystów pochodziło z Europy (głównie z Niemiec, Włoch i Austrii), 12% z Azji, a mniej niż 7% z Ameryki Północnej.

## Kultura

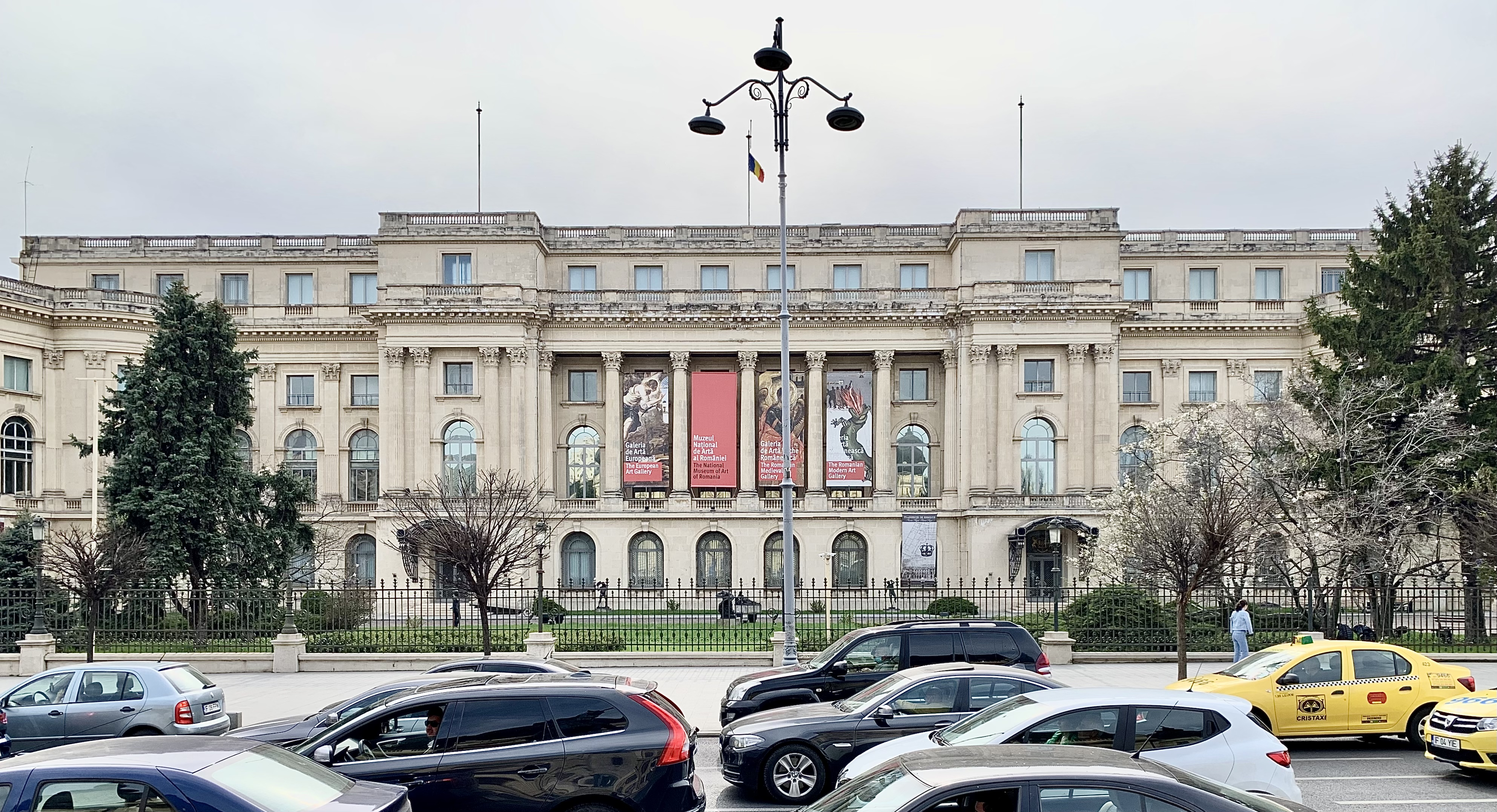
Pałac Królewski w Bukareszcie, siedziba Muzeum Sztuk Pięknych

Nowoczesną literaturę rumuńską pod koniec XIX wieku rozwinął Mihai Eminescu.
Znanymi piosenkarkami w Rumunii są m.in.: Antonia Iacobescu, Inna, Alexandra Stan i Paula Seling oraz Elena Gheorghe.

## Opieka zdrowotna
W Rumunii obowiązuje powszechna opieka zdrowotna, a łączne wydatki rządu na służbę zdrowia w 2014 roku wyniosły 5,6% PKB. Obejmuje ona badania lekarskie, zabiegi chirurgiczne oraz pooperacyjną opiekę nad pacjentem, a także zapewnia bezpłatne lub refundowane leki na wiele chorób. Państwo jest zobligowane do finansowania szpitali i klinik. Najczęstszymi przyczynami zgonów są choroby układu krążenia oraz nowotwory. Choroby zakaźne, takie jak gruźlica, kiła czy wirusowe zapalenie wątroby są dość powszechne jak na europejskie standardy. W 2010 roku w Rumunii było 428 państwowych i 25 prywatnych szpitali z 6,2 łóżkami na 1000 pacjentów oraz ponad 200 000 pracowników medycznych, w tym ponad 52 000 lekarzy. W 2013 roku wskaźnik migracji lekarzy wyniósł 9%, więcej niż średnia w Unii Europejskiej, która wynosiła 2,5%.
Rumuńska służba zdrowia zajmuje 25. miejsce w Unii Europejskiej. Szacowana długość życia to 73 lata, dostęp do służby zdrowia jest powszechny w dużych miastach, ale ograniczony na prowincjach.